# ایسترن کریک (نیو ساوت ولز)
ایسترن کریک (به انگلیسی: Eastern Creek) یک حومه شهر در استرالیا است که در نیو ساوت ولز واقع شده‌است.